# 올레흐 블로힌
올레흐 볼로디미로비치 블로힌(우크라이나어: Олег Володимирович Блохін, Oleh Volodymyrovych Blokhin, 1952년 11월 5일 ~ )는 우크라이나의 축구 감독이다. 우크라이나인 어머니와 러시아인 아버지 사이에서 태어났으며 과거에 소련 대표팀의 공격수로 활약하였다. 1975년에는 유럽 최우수 선수에 선정되기도 하였다. 부인은 소련의 전직 리듬 체조 선수였던 이리나 데리우기나(Irina Deriugina)였지만, 1990년에 이혼하였다.

## 경력
블로힌은 1952년 당시 소련에 속해 있던 우크라이나의 키예프에서 태어났다. 그의 어머니는 소련의 뛰어난 100미터 달리기 선수였으며, 블로힌 역시 어린 시절에 육상을 하게 되었다. 그리고 그 재능도 대단해서 100미터를 10초 8에 주파하는 실력을 자랑하였다. 소련의 육상계에서도 재능있는 블로힌을 주목하였으나, 블로힌은 육상이 아니라 축구를 선택하였다.
소련의 디나모 키예프에서 선수 생활을 시작한 블로힌은, 어린 시절부터 발빠른 선수였고, 점차 커가면서 좋은 실력까지 겸비하게 되었다. 그리고 18살의 나이에 당당히 디나모 키예프의 주전 공격수로 자리잡게 되었다.
압도적인 스피드를 바탕으로, 정확한 슈팅력까지 겸비하고 있는 블로힌을 이제 리그에서는 막을 수 없었고, 10대 시절부터 득점왕에 오르며 찬사를 받던 블로힌은, 디나모 키예프의 에이스로 군림하면서 4년 연속 득점왕을 내리 차지하였다. 대중들은 그의 활약에 놀라움을 금치 못하며, "화살"이라는 별명을 붙여 주었다. 화살 같이 빠르게 날아가서 그대로 골문을 향해 골을 꽂아넣기 때문에 붙은 별명이었다.
1974년, 디나모 키예프에는 당시 명장으로 일컬어지던 발레리 로바노우스키 감독이 부임하였고, 디나모 키예프는 소련의 강팀으로 자리 잡으며, 1974-75 시즌에는 UEFA컵 위너스컵에서 우승하는 영광을 차지하였다.
그리고 1975년, 블로힌은 UEFA 슈퍼컵의 원정 경기에서 독일의 바이에른 뮌헨을 상대로 결승골을 넣어 많은 사람들의 예상을 깨고 팀을 승리로 이끌었으며, 홈에서 열린 경기에서는 두 골을 넣는 등, 팀의 3-0 완승을 이끌었다. 몇 차례나 연속으로 리그 득점왕 및 최우수 선수, 리그 제패에 이어 유럽 무대에서까지 놀라운 활약을 펼친 블로힌은 1975년, 유럽 최우수 선수로 선정되며, 골키퍼 레프 야신에 이어서 소련 출신으로는 두 번째로 발롱도르를 수상하였다.
이후에도 블로힌은 디나모 키예프에서 총 19년 동안 몸담으면서, 8번의 리그 우승을 이끌었고, 1977-78 시즌에는 챔피언스리그에서 또 다시 바이에른 뮌헨을 격파하고 4강까지 진출하였다. 4강에선 독일의 보루시아 도르트문트를 만나 홈 경기에선 승리를 거두었으나, 원정에선 패해 결승전에는 진출하지 못했다. 오랜 기간 소련 리그에서 활약하면서 433경기에 출전해 211골을 기록한 기록은 소련 리그 최다 기록으로 역사에 남아있다.
한편, 클럽에서의 눈부신 활약에 힘입어 소련 국가대표로도 꾸준히 출장하면서 활약하였다. 1972년 하계 올림픽과 1976년 하계 올림픽에서 동메달, 1982년 FIFA 월드컵에서는 폴란드 대표팀에게 밀리면서 4강 진출에 실패하였다. 시간이 흘러 이고리 벨라노프가 이끌던 시대의 소련은 1986년 FIFA 월드컵에서 연장 접전 끝에 16강에서 탈락하였다. 그러나, 블로힌은 1986년에 소련 국가대표팀 최초로 A매치 100경기를 돌파했으며, 은퇴까지 국가대표로 112경기에 출전하는 기록을 남겼다.
1990년에 선수에서 은퇴한 그는 곧바로 지도자 생활을 시작했다. 주로 그리스에서 여러 팀들의 감독을 맡았으며, 독립한 우크라이나의 국회의원에 당선되기도 하였다. 그리고 2003년, 우크라이나가 유로 2004 예선에서 탈락하자 블로힌이 우크라이나 대표팀 감독을 맡았고, 2006년 FIFA 월드컵에서 좋은 활약을 펼치면서 월드컵 유럽 예선을 조 1위로 통과하였다. 우크라이나는 2006년 FIFA 월드컵에서 월드컵 첫 출장임에도 8강까지 올랐는데, 블로힌은 스위스와의 16강전 경기에서 승부차기를 차마 못봐서, 선수에게 지휘를 맡기고 라커룸에서 결과를 봤다고 한다.
2007년 우크라이나는 UEFA 유로 2008에서 이탈리아와 프랑스 등의 벽을 넘지 못하고 예선에서 탈락했고, 블로힌 감독은 사의를 표하며 우크라이나 축구 국가대표팀에서 물러나게 되었다. 그 후 FC 모스크바의 감독을 역임했으며 2011년부터 2012년까지 UEFA 유로 2012 공동 개최국이었던 우크라이나 대표팀의 감독을 역임했다. 2012년 9월 25일 디나모 키예프의 감독으로 임명되었다.

## 수상

#### FC 디나모 키이우
- 소비에트 탑 리그 : 1971, 1974, 1975, 1977, 1980, 1981, 1985, 1986
- 소비에트 컵 : 1974, 1978, 1982, 1984–85, 1986–87
- USSR 슈퍼컵 : 1981, 1986, 1987
- UEFA 컵위너스컵 : 1974–75, 1985–86
- UEFA 슈퍼컵 : 1975

#### 소련
- 하계 올림픽 동메달 : 1972, 1976

### 개인
- 발롱도르 : 1975
- 소련 올해의 선수 : 1973, 1974, 1975
- 우크라이나 올해의 선수 : 1972, 1973, 1974, 1975, 1976, 1977, 1978, 1980, 1981
- 소비에트 탑 리그 득점왕 : 1972, 1973, 1974, 1975, 1977
- UEFA 컵위너스컵 득점왕 : 1985-86
- UEFA 주빌리 어워드 : 2004
- 골든풋 레전드 : 2004
- 클럽 로열티 어워드 : 1986
- ADN 동유럽 올해의 선수 : 1975, 1977, 1981

#### 기록
- 소비에트 탑 리그 역대 최다출전, 최다 득점자
- 소련 국가대표팀 역대 최다 출전, 최다 득점자
- 소비에트컵 역대 최다 득점자

#### 서훈
- 소련 국가 훈장 : 1975
- 우크라이나 국가 훈장 : 2005

## 같이 보기
- A매치 100경기 이상 출전한 축구 선수 명단